# Запис Јокића крст (Милатовац)
Запис Јокића крст (Милатовац) се налази на парцели чији је власник Јокић Радојица.

## Локација
| Општина             | Жагубица                                                                    |
| Катастарска општина | Милатовац                                                                   |
| Потес               | Село                                                                        |
| Координате          | 44° 15′ 39″ С; 21° 46′ 02″ И / 44.260899999999999° С; 21.767199999999999° И |
| Надморска висина    | 385m                                                                        |

## Карактеристике
Дендрометријске вредности утврђене на терену и сателитским снимцима:
| Стабло                     | Крст |
| Висина стабла              | m    |
| Обим дебла                 | m    |
| Пречник крошње             | 0m   |
| Пречник дебла              | m    |
| Висина дебла до прве гране | m    |

## База записа
Запис је у оквиру Викимедија пројекта "Запис - Свето дрво" заведен под редним бројем 0957.